# 창원 구씨
창원 구씨(昌原 仇氏 → 具氏)는 경상남도 창원시를 본관으로 하는 한국의 성씨이다.

## 기원
구(仇)씨의 연원(淵源)은 삼국시대로 거슬러 올라간다. 삼국사기에 나오는 진흥왕 시절 장수인 구진(仇珍), 문무왕 시절 고구려 정벌에 참여한 구기(仇杞) 등의 인물이 기록되어 있다. 시대를 좀 더 거슬러 올라가 신라 김씨 왕조의 시조 김알지의 후손 중 구(仇) 자를 사용하는 구도(仇道)를 뿌리로 보는 설도 있다. 노상직의 《동국씨족고》(東國氏族攷)에서는 창원 구씨 일족이 춘추전국시대 송나라(宋)의 인물 구목(仇牧)의 후손이라는 설을 제시하나, 교차검증이 불가능하고 구목의 후손이 한반도로 이주했다는 기록도 찾아볼 수 없어 추측에 불과하다고 할 수 있다. 오히려 《세종실록》의 《지리지》를 참고하면, "의창(義昌)의 촌성(村姓)이 구(仇)"라는 구절이 있으며, 후대의 기록인 《신증동국여지승람》에 이미 전국 각지에 집성촌을 이루고 있었다는 것으로 볼 때, 창원에서 시작된 성씨라 보는 것이 타당하다. 또한 김해 금관국의 마지막 왕의 이름이 구해(仇亥)였던 사실, 함안을 중심으로 번성했던 안라국의 인물 중 구례사기모(久禮斯己母), 구취유리(久取柔利)라는 이름이 있었다는 사실, 창원 지방에 위치했던 가야인 탁순국의 지명(地名)이 구사모라(久斯牟羅), 구사군(仇史郡)이었다는 사실 등은 구(仇)라는 성씨가 창원 지방의 지명에서 유래했을 가능성에 힘을 실어준다.

## 역사
창원 구씨의 시조는 구성길(仇成吉)이며, 광평성의 시중, 나주도대행대 시중을 염임한 일명으로 구진(具鎭)이다. 구성길은 서기945년에 서경유수관 시중으로 재임시에 욍식렴과 왕규의 반란을 진압하는데 공을 세워 의안군(義安君)에 봉해지고 의창군(義ㅊ安郡)을 식읍(食邑)으로 하사 받았고 내의성의 으뜸 벼슬인 내의령에 임명되었다. 구성길의 아들 구희(仇喜)는 사찬, 원봉성 대조, 흥문감경, 내의령 등을 지냈다. 강릉 보현사 낭원대사 오진탑비, 충주 정토사 법경대사 자등탑비 등의 비문을 쓴 구족달(仇足達)도 이 시기 사람이다.
참조 : 서기 945년 전후에는 찬성사, 평장사의 관직 명칭을 사용하지 않았다. 고로 찬상사, 평장사 명칭을 사용 했어는 아니 된다. 제임시의 관청과 관직으로 기록하는 것이 합당하다.
그러나 구성길의 4대손부터 공민왕 때 구설(仇雪)까지 400여 년 동안의 세계(世係)의 내력이 확실하지 않기 때문에, 고려 말의 생원 구설(仇雪)을 1세조(一世祖)로 한다. 이 400여 년 사이에 수안현감 구경(仇景), 예조참봉(參奉) 구염(仇廉) 등의 인물이 있었다. 구설의 아들인 구종길(仇宗吉)을 중시조(中始祖)로 한 임오보(壬午譜)를 영조 38년(1762)부터 지금까지 보책(譜冊)의 토대로 삼고 있다.
구종길(仇宗吉)은 세종 4년(1442)에 과거에 급제하여 집현전 직제학에 이르렀고, 《동국여지승람》, 《조선역대 명신록》(朝鮮歷代名臣錄)에 부모를 공경하는 효심에 대한 이야기가 전해져 온다. 구종길의 아들 대, 즉 제3세(第三世)에 이르러 4개의 파(派)가 나뉘게 된다. 이후 세종 대의 강계부사(江界府使) 및 전라병마절도사(全羅兵馬節度使) 구복한(仇復漢), 문종과 단종 대의 구동직(仇東直) 등의 인물이 있다.

## 분파
구종길(仇宗吉)의 아들 3형제와 동생 구원길(仇元吉)의 아들, 즉 구종길의 조카를 합하여 총 4파조로 분파되었다.
- 부사공파(府使公派) 파조(派祖) 구복한(仇復漢)
- 진사공파(進士公派) 파조(派祖) 구동설(仇東薛)
- 승지공파(承旨公派) 파조(派祖) 구동직(仇東直)
- 처사공파(處士公派) 파조(派祖) 구석훈(仇錫勳)

## 성씨 변경
성씨를 仇에서 具로 바꾸어 쓰게 된 것은 1791년 정조(正祖)의 명으로 훈련도감 집사 구시창(仇始昌)에게 "구성(仇姓)이 비록 오래 되었으나 구자성(具字性)이 더 좋으니 구씨(具氏)로 고쳐라" 하며 사성(賜姓)한 것이 유래이다. 성씨에 쓰이는 한자인 仇(원수)의 의미가 좋지 않아 구시창 개인에게 연교문(筵敎文)을 보내어 새 성씨로 바꾸게 하였는데, 구(仇)씨 문중 전체에서 더 확실한 문적(門籍)이 필요하다고 상서(上書)하여 이를 허락하였다. 이에 창원 구(仇)씨 문중 전체가 구(具)로 성씨를 바꾸어 쓰게 되었고, 1798년 일성록 및 승정원일기에 성씨를 하사한 사실을 기록하고 확증짓게 되었다. 그러나 고려 초 구족달(仇足達)이 보현사 오진탑비에서는 仇, 정토사 법경대사탑비에서는 具를 성씨로 사용했음을 볼 때, 정조의 사성 이전에도 성씨를 바꿔 쓰는 경우가 있었음을 짐작할 수 있다.
具라는 새로운 성씨를 사성받은 이후로 변화에 따른 혼란이 지속되어 정조 21년(1797)부터 1924년까지의 기록이 완전하지 않으며, 일부 창원 구씨 사람들이 능성 구씨, 회산 구씨로 본관을 바꾸어 이탈하는 등의 일도 일어났다. 이에 1924년 창원 구씨 대종회(大宗會)를 조직하여 갑자보(甲子譜)를 새로이 간행하였다.
- 사성 관련 내용 : 서기 940년에 구족달(구희) 公이 仇에서 具로 사성, 서기 1791년에 구시창 公이 仇에서 具로 사성, 창원구씨는 고려초부터 具姓을 사용하다 고려말에 仇姓으로 복성(復姓)한 분들도 있다. 신증동국여지승람 지리지편에 仇氏 세거지를 보면 알 수가 있다.

## 본관
창원의 옛 지명은 신라 시대의 굴자(屈自), 의안(義安), 구사(仇史), 고려시대의 의창(義昌), 회산(檜山) 등이 있는데, 지명의 변천에 따라 관향지(貫鄕地)의 명칭도 자연스럽게 바뀌게 되었다.

## 인물

### 신라
- 구도(仇道) : 신라의 갈문왕
- 구수혜 : 좌우군주
- 구천(仇天) : 이벌찬(486년)으로 국정을 총괄
- 구지포례(仇遲布禮): 파진찬(541년), 상대등(576년), 545년 신라왕조의 역사서인 《국사(國史)》를 편찬, 구천의 아들
- 구사(仇史): 경주부 구사성(仇史城)의 제군사(諸軍事) 역임, 후일 구사성은 염산산성, 구룡산(九龍山)으로 개칭됨

### 고려
- 구성길(仇成吉): 창원 구씨 시조(始祖), 일명 구진(具鎭), 광평성 시중, 나주도대행대 시중, 내의령
- 구희(仇喜) : 일명 구족달, 원봉성대조, 흥문감경, 내의성에 내의령
- 구승(仇勝): 형부상서 역임
- 구대(仇代): 탁라 성주, 배융부위(陪戎副尉), 유격장군(遊擊將軍)

### 조선
- 구종길(仇宗吉): 창원 구씨 중시조(中始祖), 세종조 집현전 정자, 집현전 직제학, 집현전 제학, 의정부 영의정부사. 묘소는 창원시 동읍 남산리의 구천등(龜川嶝) 유좌(酉坐).
- 구복한(仇復漢): 부사공파 파조(派祖), 세종조 충청도사, 강계부사, 전라도 병마도절제사, 영중추원사, 영의정부사
- 구동직(仇東直): 승지공파 파조(派祖), 문종조 승지, 영의정부사
- 구자평(仇自平): 단종, 세조, 성종조 함경도사, 예조정랑, 사헌부장령, 청평군 군수
- 구정열(仇廷說): 선조조 홍문관 교리
- 구응진(仇應辰) : 구응삼(仇應參), 구응성(仇應星): 선조조 당상관, 선무원종 공신
- 구지(仇之) : 전주 판관, 나주 목사, 선무원종 1등 공신

### 대한민국
- 구연수: 을미사변 가담자, 조선총독부 중추원 참의, 친일반민족행위 705인 명단 수록
- 구용서: 한국은행 초대 총재, 전 상공부 장관
- 구용현: 제11대 국회의원
- 구종태: 전 한국세무사협회 회장, 제16대 국회의원
- 구영록: 서울대학교교수, 국제정치학회장
- 구상진: 변호사, 전 서울시립대 로스쿨 원장
- 구영보: 전 우정사업본부 본부장 (2대)
- 구경헌: 전 한국전자파학회 회장, 인천대학교 전자공학과 교수
- 구경룡: 포스코인터내셔널 상무
- 구상훈: 경남무형문화재 제6호(마산농청놀이좌상)
- 구옥회: 해군사관학교 33기, 제48대 해군사관학교 학교장 (중장)
- 구원근: 육군사관학교 42기, 초대 육군동원전력사령관 (소장)
- 구도권: 전 경상남도청 기획조정실장
- 구현옥: 전 안락서원 원장, 창원구씨대종회 회장 역임
- 구판옥: 숭충사제전위원회 위원장
- 구연수: knn기술국장, 부산영어방송 초대본부장
- 구경철: 스틱인베스트먼트 부사장, 공인회계사
- 구상찬: 제18대 국회의원, 주상하이 총영사
- 구형준: 서울과학기술대학교 화공생명공학과 교수
- 구남수: 제5대 부산가정법원장, 울산지방법원장
- 구자근 : 제21대 국회의원
- 구영태 : 전 청와대 경호처장, 전 에너지관리공단 부이사장, 청와대 경호실 최장기근속자

## 과거 급제자
창원 구씨(昌原 仇氏)는 조선시대 문과 급제자 2명, 무과 급제자 9명을 배출하였다.
문과
구자평(仇自平), 구정열(仇廷說)
무과
구귀생(仇貴生), 구보(仇福), 구신남(仇信男), 구여탁(仇汝卓), 구응진(仇應辰), 구진(仇珍), 구형윤(仇亨允), 구호룡(仇虎龍), 구흥작(具興作)
생원시
구정(仇正)
진사시
구유온(仇有溫)

## 항렬자
| 17세   | 18세              | 19세          | 20세              | 21세   | 22세     | 23세   | 24세     | 25세   | 26세     | 27세   | 28세     | 29세   | 30세     | 31세   | 32세     | 33세   | 34세     |
| ------ | ----------------- | ------------- | ----------------- | ------ | -------- | ------ | -------- | ------ | -------- | ------ | -------- | ------ | -------- | ------ | -------- | ------ | -------- |
| 동(東) | 口환(煥) 口훈(熏) | 재(在) 재(載) | 口진(鎭) 口옥(鈺) | 영(永) | 口근(根) | 병(炳) | 口효(孝) | 종(鐘) | 口수(洙) | 상(相) | 口렬(烈) | 시(時) | 口현(鉉) | 연(演) | 口업(業) | 형(炯) | 口균(均) |

## 집성촌
- 경상남도 함안군 함안면 강명리·봉성리
- 밀양 구곡
- 고성 송산, 회화
- 경상북도 구미시 선산읍
- 부산 사상, 동래
- 창원 봉산, 두릉, 용정
- 경상남도 의령군
- 경상남도 사천시 사남면
- 진해
- 이천
- 합천
- 김해 담안
- 전라북도 김제시 금구면
- 철원 금화
- 양산시 물금읍

## 인구
- 1985년 22,126명
- 2000년 14,035명
- 2015년 13,339명